# آبدزدک دریایی شکارگر
آبدزدک دریایی شکارگر (نام علمی: Megalodicopia hians)، که همچنین به عنوان شبح‌ماهی شناخته می‌شود، گونه‌ای از آبدزدک دریایی است که در امتداد دیواره‌های ژرف‌دره دریا و کف دریا زندگی می‌کند. در میان دیگر آبدزدک‌های دریایی منحصر به فرد است زیرا به جای اینکه یک فیلتر تغذیه‌کننده باشد، به عنوان یک شکارچی کمینی با زندگی سازگارشده است. سیفون دهان‌مانند آن هرگاه جانور کوچکی مانند سخت‌پوستان یا ماهی در داخل آن جابجا شود، به سرعت بسته می‌شود. هنگامی که تونیک درنده غذا می‌خورد، تله خود را تا زمانی که جانور درون آن هضم شود بسته نگه می‌دارد. آنها در دره مونتری در عمق ۲۰۰ تا ۲۰۰–۱٬۰۰۰ متر (۶۶۰–۳٬۲۸۰ فوت) زندگی می‌کنند. . آن‌ها بیشتر از زئوپلانکتونها و جانوران کوچک تغذیه می‌کنند و بدن آنها تقریباً ۵ اینچ (۱۳ سانتیمتر) عرض دارد.
آبدزدک‌های دریایی شکارگر هرمافرودیت‌هایی هستند که هم تخمک و هم اسپرم تولید می‌کنند که به درون آب می‌روند. اگر هیچ آبدزدک دریایی دیگری در این نزدیکی وجود نداشته باشد، می‌توانند تخم‌ها را بارور کنند.